# Quai de Montebello
Ne doit pas être confondu avec rue de Montebello ou port de Montebello.
Le quai de Montebello est une voie située le long de la Seine, à Paris, dans le 5e arrondissement.

## Situation et accès
La rue commence à l'intersection avec la rue Maître-Albert et se dirige en sens unique jusqu'à la place du Petit-Pont.

## Origine du nom

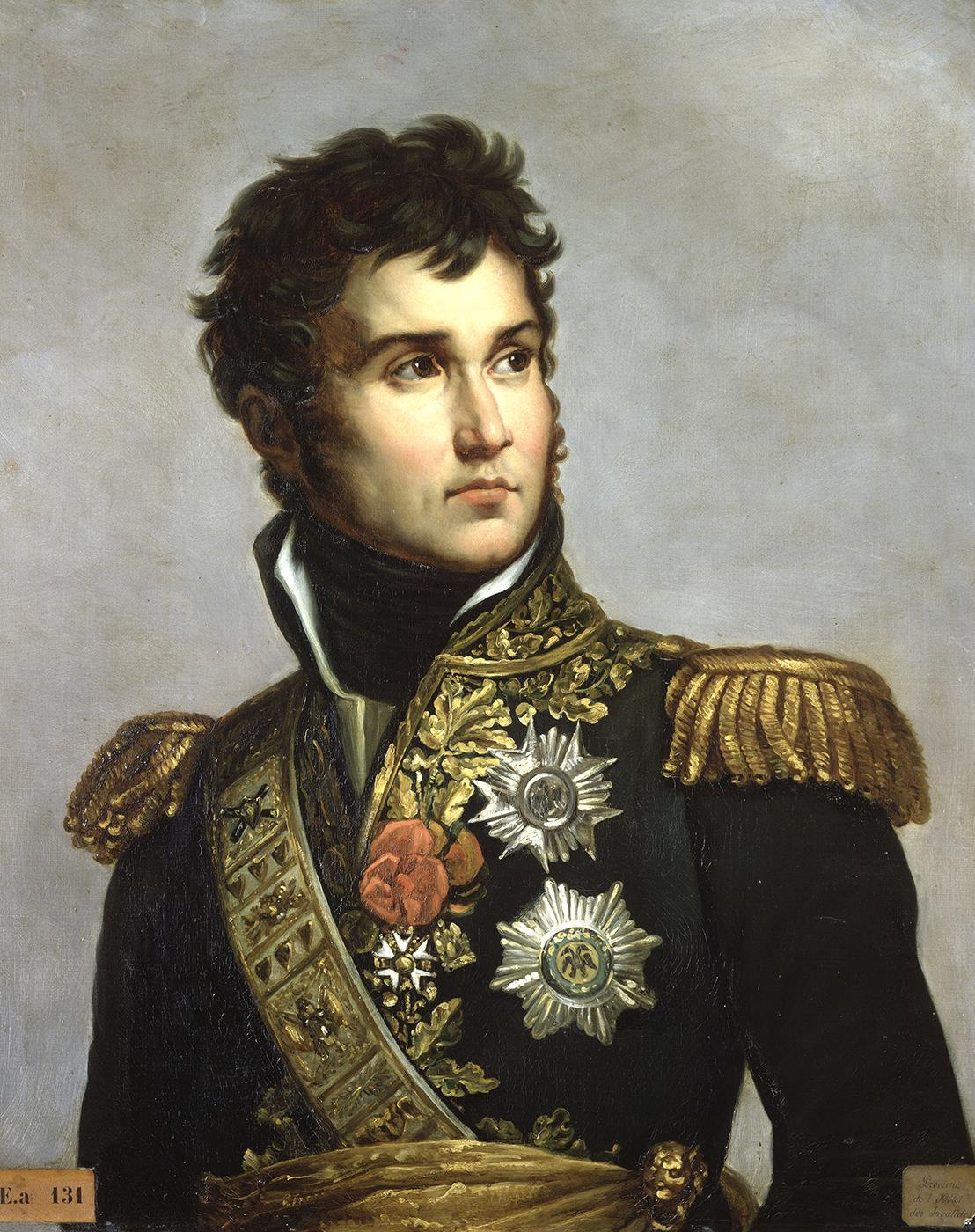
Jean Lannes, duc de Montebello.

Ce quai honore Jean Lannes, duc de Montebello (1769-1809), général de la Révolution et de l'Empire, élevé à la dignité de maréchal d'Empire, tué à la bataille d'Essling.

## Historique
Le 13 floréal an VII (2 mai 1799), un procès-verbal dressé par le conseil des bâtiments civils prévoit la création d'un quai entre le quai des Miramiones (actuellement partie du quai de la Tournelle) et le Petit-Pont. La rive gauche du petit bras de la Seine était, alors, appelée « Les Grands Degrés ».
La création de ce quai nécessite la destruction de l'annexe de l'Hôtel-Dieu (salle Saint-Charles). Le projet n'est pas exécuté et le 25 mars 1811 prévoit un quai, dit « quai de Montebello », entre le pont Saint-Michel et le pont de la Tournelle. Seule la partie entre le pont Saint-Michel et le Petit-Pont est réalisée ; cette nouvelle voie est nommée quai Saint-Michel.
En 1817, un mur de parapet est construit entre la rue des Grands-Degrés et le pont au Double. Une décision ministérielle du 5 octobre 1818 nomme le quai ainsi créé « quai de la Bûcherie ».
Une ordonnance royale du 22 mai 1837 prévoit le prolongement du quai de la Bûcherie entre le Petit-Pont et le pont au Double. Une nouvelle annexe de l'Hôtel-Dieu est construit par Jean-Jacques-Marie Huvé en 1840 et l'ancien bâtiment est partiellement démoli. Une ordonnance royale du 29 avril 1839 prévoit le prolongement du quai à l'emplacement des nos 2 à 14 de la rue des Grands-Degrés. Le quai de la Bûcherie est renommé « quai de Montebello » en 1843.
En 1887, la rue Lagrange est tracée entre la place Maubert et le quai de Montebello. La partie de la rue de la Bûcherie située entre la rue du Fouarre et la rue Saint-Julien-le-Pauvre est alors supprimée. Ce qui reste du bâtiment Saint-Charles et l'annexe de l'Hôtel-Dieu construite en 1840 n'est toutefois démoli qu’en 1908-1909.
Le 27 juin 1918, durant la Première Guerre mondiale, une bombe explose dans la Seine à hauteur du no 13 quai de Montebello lors d'un raid effectué par des avions allemands.

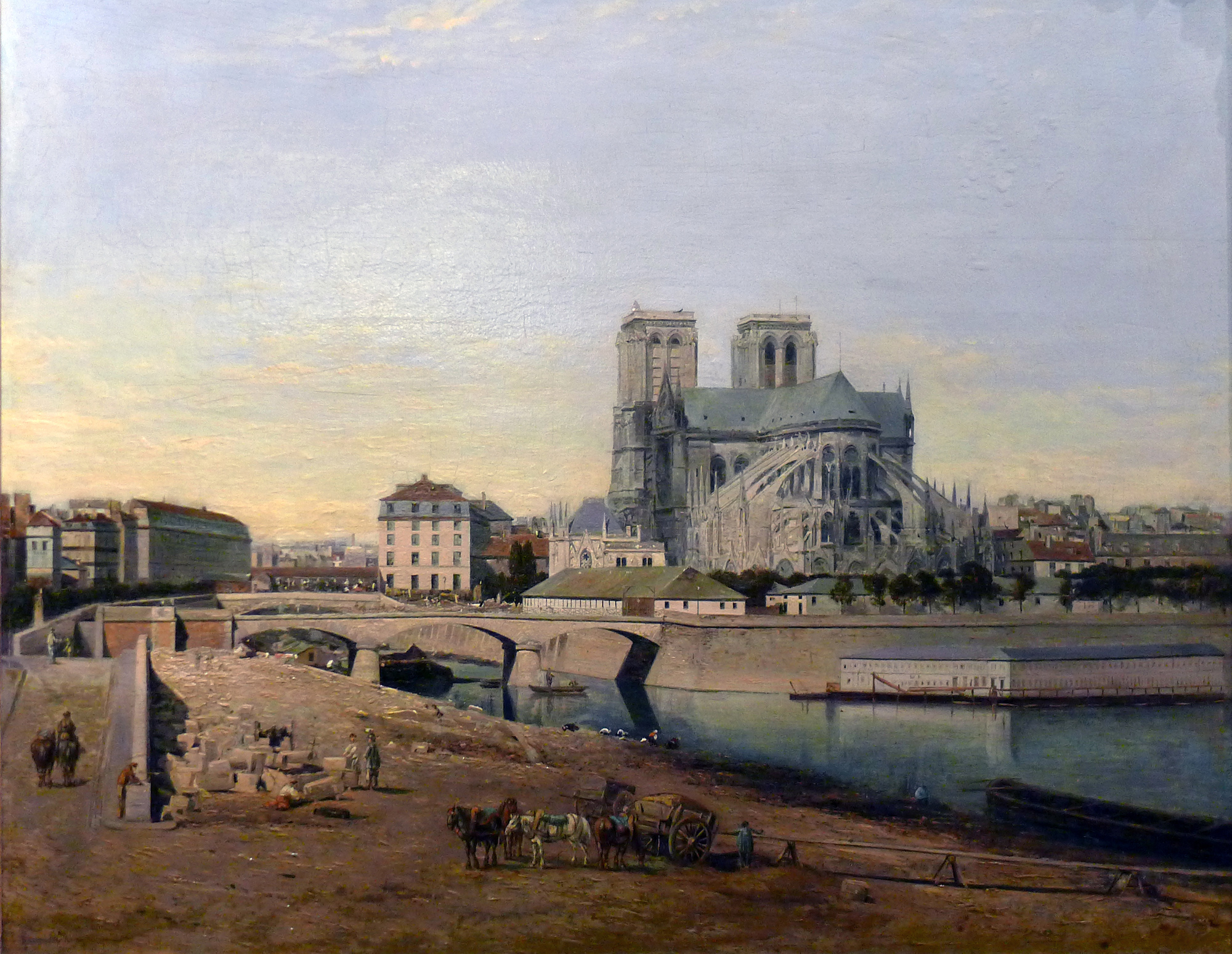
Le Quai de Montebello et le chevet de Notre-Dame, Émile Harrouart (vers 1860), musée Carnavalet.
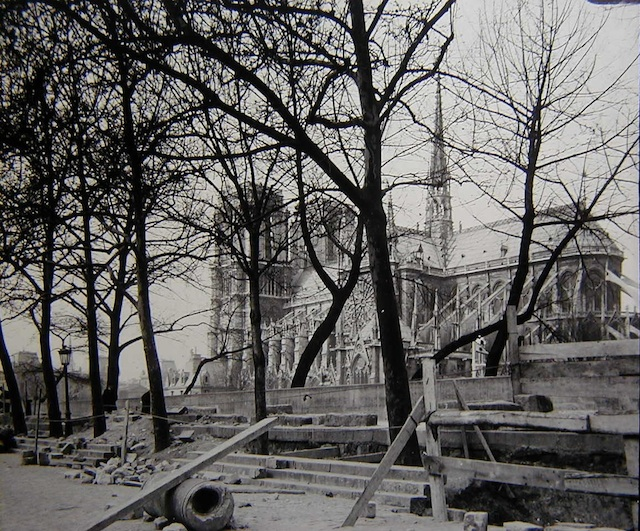
Vers 1900.
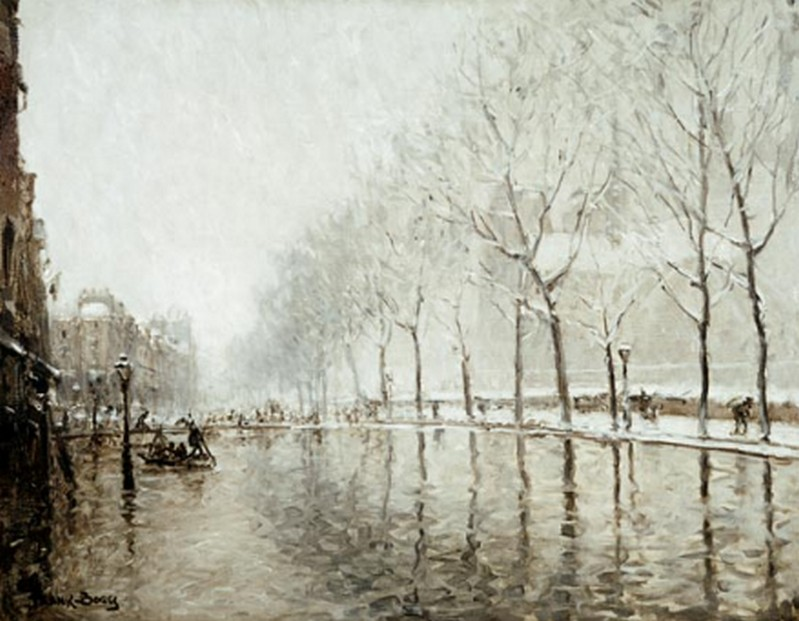
Le Quai de Montebello, Frank Boggs (vers 1910 ?).
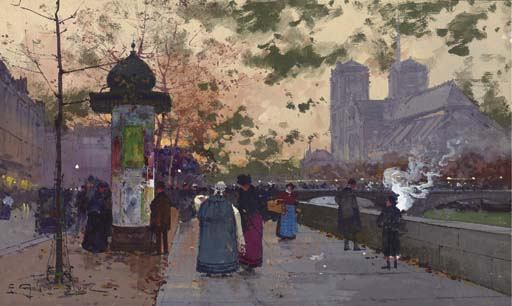
Quai de Montebello, Eugène Galien-Laloue (vers 1915 ?).
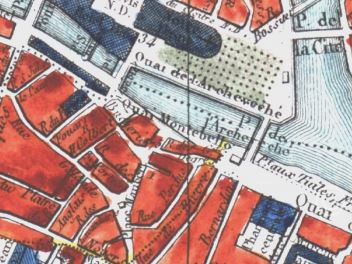
Quai de Montebello - plan de Paris d'Ambroise Tardieu - 1839.

## Bâtiments remarquables et lieux de mémoire
- No 25 : entrée du square René-Viviani, au croisement avec la rue Saint-Julien-le-Pauvre.

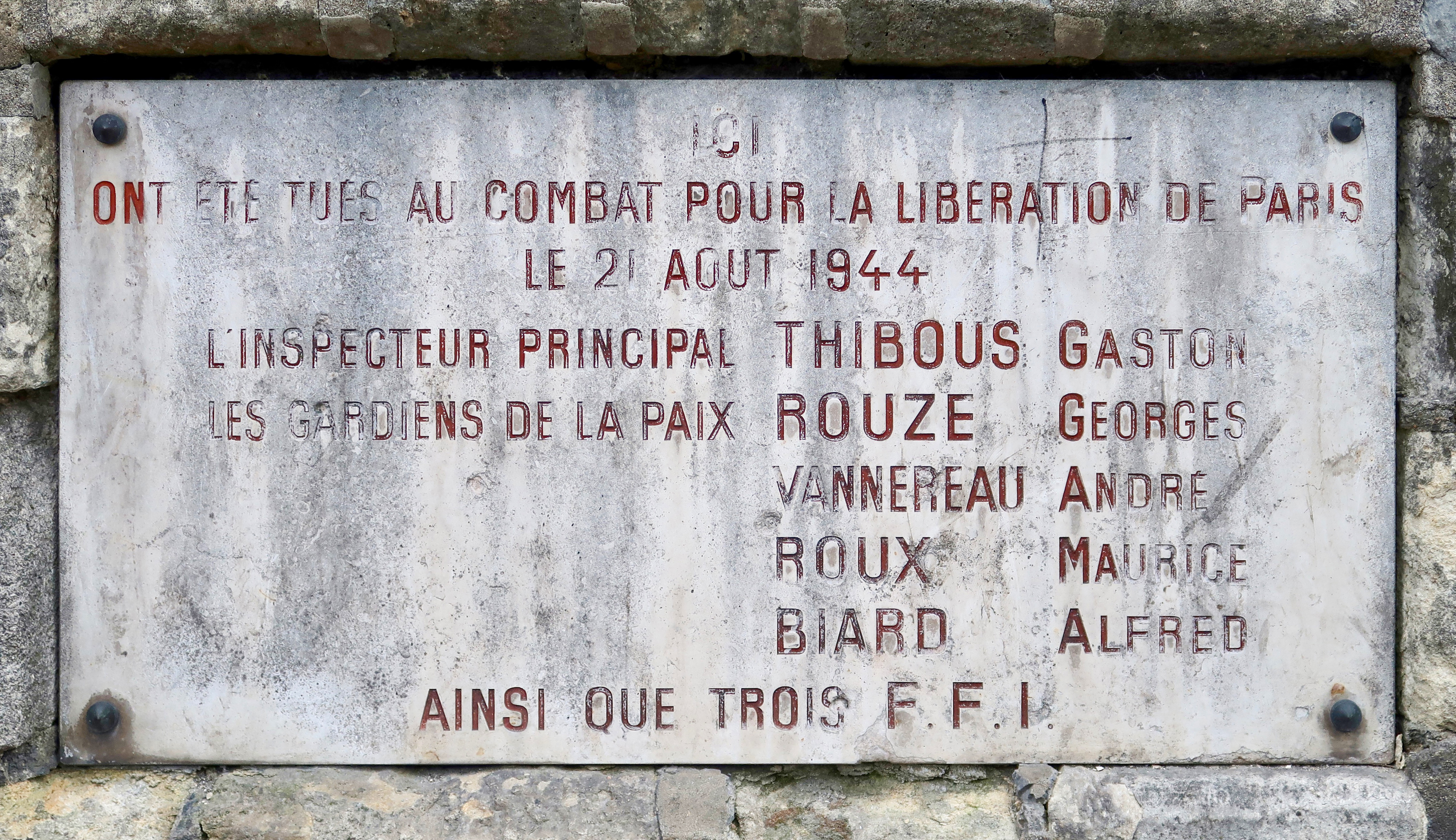
Plaque devant le square René-Viviani, en hommage à des combattants morts pendant la Libération de Paris (1944).
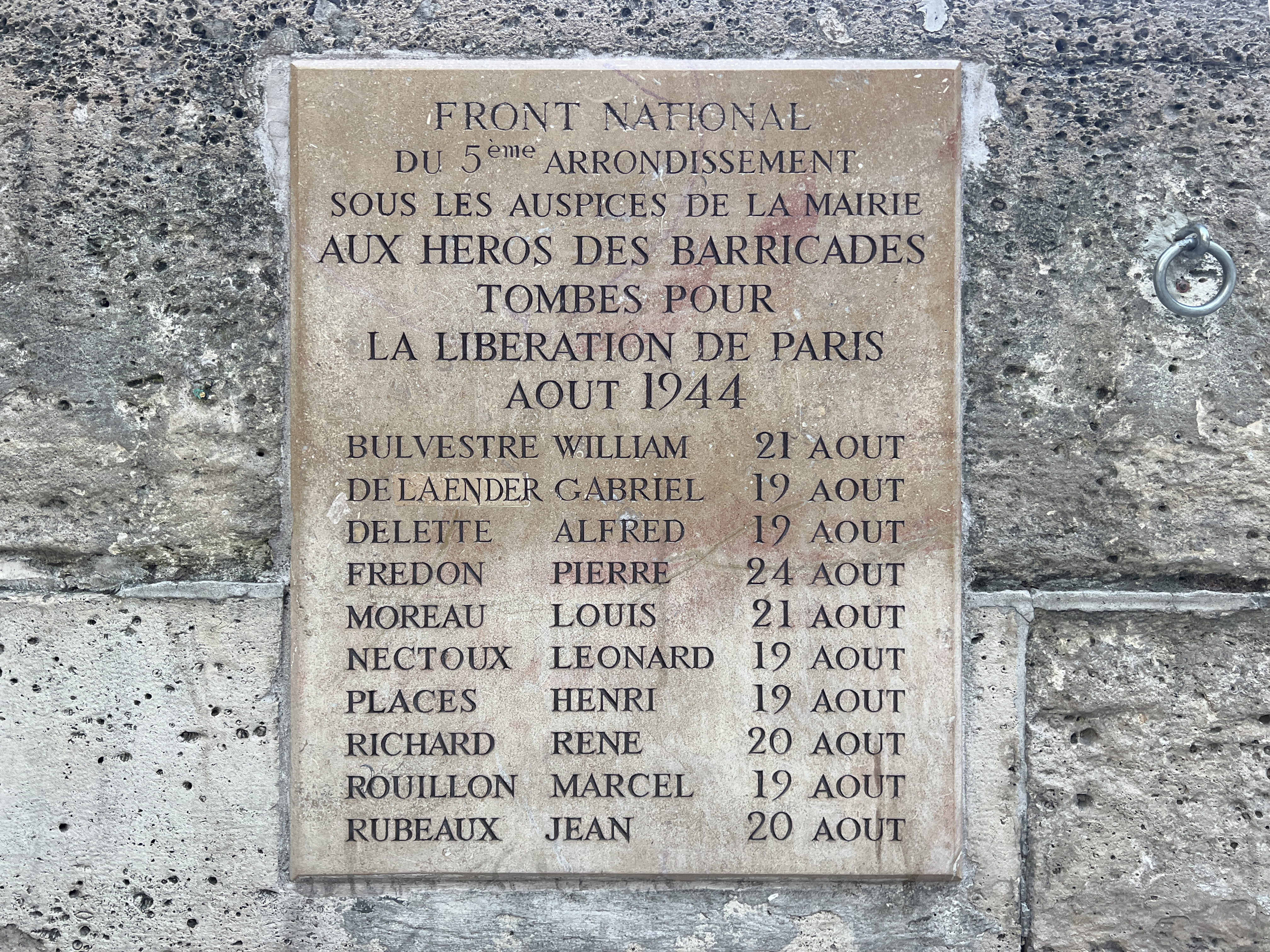
Plaque au niveau d'un escalier vers le port de Montebello, en hommage à d'autres résistants.
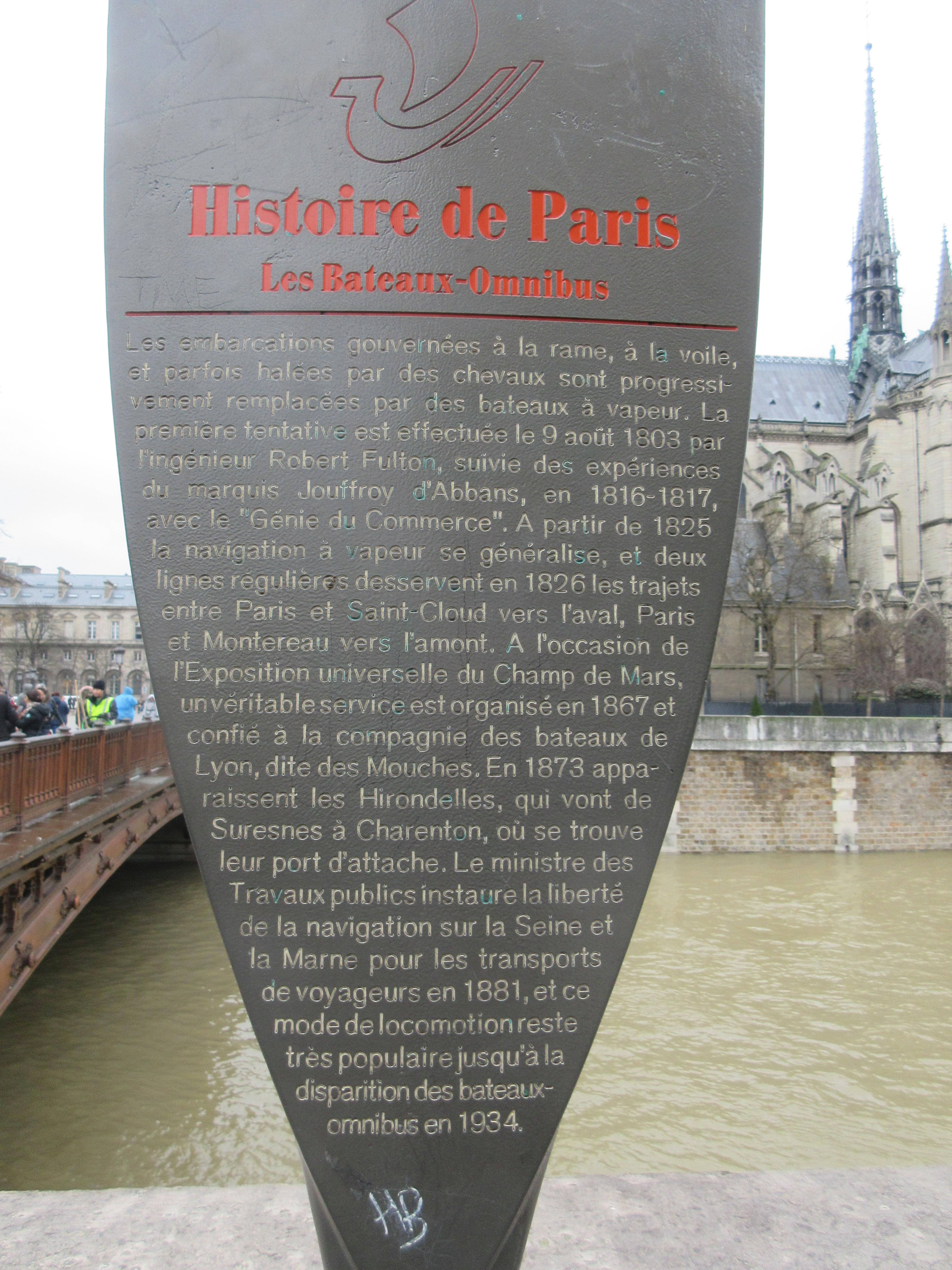
Panneau les bateaux-omnibus